# (9162) Kwiila
(9162) Kwiila est un astéroïde Apollon découvert le 29 juillet 1987 par Jean Mueller à l'observatoire Palomar.